# Alex Telles
Alex Nicolao Telles (født 15. december 1992) er en brasiliansk professionel fodboldspiller, som spiller for Brasiliens landshold.

## Klubkarriere

### Juventude og Grêmio
Telles begyndte sin karriere hos lokalholdet Esporte Clube Juventude, hvor han fik sin førsteholdsdebut i 2011.
Efter at have imponeret med Juventude, skiftede Telles i december 2012 til Grêmio, som havde en samarbejdsaftale med Juventude.

### Galatasaray
Efter at have imponeret hos Grêmio, skiftede Telles i januar 2014 til tyrkiske Galatasaray.

#### Lån til Inter
Telles blev i august 2015 lejet til italienske Inter Milan for 2015-16 sæsonen, med en mulighed for at gøre aftalen permanent. Denne mulighed blev dog ikke taget.

### FC Porto
Telles skiftede i juni 2016 til FC Porto på en fast aftale. Han var i sin tid hos klubben med til at vinde to mesterskaber.

### Manchester United
Efter 4 år hos Porto, skiftede Telles til Manchester United i oktober 2020.

#### Lån til Sevilla
Telles skiftede i august 2022 til Sevilla på en 1-årig lejeaftale. Han var del af holdet som vandt Europa League mesterskabet i sin sæson hos klubben.

### Al-Nassr
Telles skiftede i juli 2023 til saudiarabiske Al-Nassr.

## Landsholdskarriere
Udover at være brasiliansk, så holder Telles også italiensk statsborgerskab, og kunne derfor vælge at spille for begge lande. Telles sagde i 2016 at han gerne ville spille for Italiens landshold. Dette blev dog ikke til noget.
Telles fik sin internationale debut med Brasilien den 23. marts 2019.

## Titler
Galatasaray
- Süper Lig: 1 (2014-15)
- Tyrkiske Cup: 2 (2013-14, 2014-15)
- Tyrkiske Super Cup: 1 (2015)

Porto
- Primeira Liga: 2 (2017-18, 2019-20)
- Taça de Portugal: 1 (2019-20)

Sevilla
- UEFA Europa League: 1 (2022-23)

Individual
- Primeira Liga Årets hold: 3 (2017-18, 2018-19, 2019-20)
- FC Porto Årets spiller: 1 (2018)